# Вонсоше (Великопольське воєводство)
Вонсоше (пол. Wąsosze) — село в Польщі, у гміні Слесін Конінського повіту Великопольського воєводства.
Населення — 570 осіб (2011).
У 1975-1998 роках село належало до Конінського воєводства.

## Демографія
Демографічна структура станом на 31 березня 2011 року:
|          | Загалом | Допрацездатний вік | Працездатний вік | Постпрацездатний вік |
| -------- | ------- | ------------------ | ---------------- | -------------------- |
| Чоловіки | 277     | 65                 | 190              | 22                   |
| Жінки    | 293     | 57                 | 170              | 66                   |
| Разом    | 570     | 122                | 360              | 88                   |